# アヴェロン県の郡
アヴェロン県の郡では、フランスのアヴェロン県にある郡について解説する。

## 郡の一覧
アヴェロン県には、3つの郡が存在し、3郡の合計で、46の小郡、304のコミューンがある。
- ミヨー郡（郡庁所在地：ミヨー）

15の小郡、101のコミューンがある。郡の人口は、1990年には68,972人、1999年には67,612人で、1.97％減少している。
- ロデーズ郡（県庁所在地：ロデーズ）

23の小郡、139のコミューンがある。郡の人口は、1990年には133,969人、1999年には132,566人で、1.05％減少している。
- ヴィルフランシュ＝ド＝ルエルグ郡（郡庁所在地：ヴィルフランシュ＝ド＝ルエルグ）

8の小郡、64のコミューンがある。郡の人口は、1990年には67,200人、1999年には63,630人で、5.31％減少している。